# Ballantiophora neglecta
Ballantiophora neglecta es una especie de polillas de la familia Geometridae. La especie fue descrita por primera vez por el entomólogo francés Paul Thierry-Mieg habiendo sido descrita en 1910, con distribución en Guayana Francesa.